# 埃普龙
埃普龙（法語：Épron，法語發音：[epʁɔ̃] ⓘ）是法国卡尔瓦多斯省的一个市镇，属于卡昂区。

## 地理
埃普龙（49°13'19"N, 0°22'16"W）面积1.42 平方千米，位于法国诺曼底大区卡爾瓦多斯省，该省份为法国西北部沿海省份，北濒大西洋英吉利海峡，东北与滨海塞纳省以海上边界相接，东临厄尔省，南至奧恩省，西与芒什省接壤。
与埃普龙接壤的市镇（或旧市镇、城区）包括：比耶维尔-伯维尔、卡昂、康布昂普莱讷、埃鲁维尔圣克莱尔、圣孔泰。

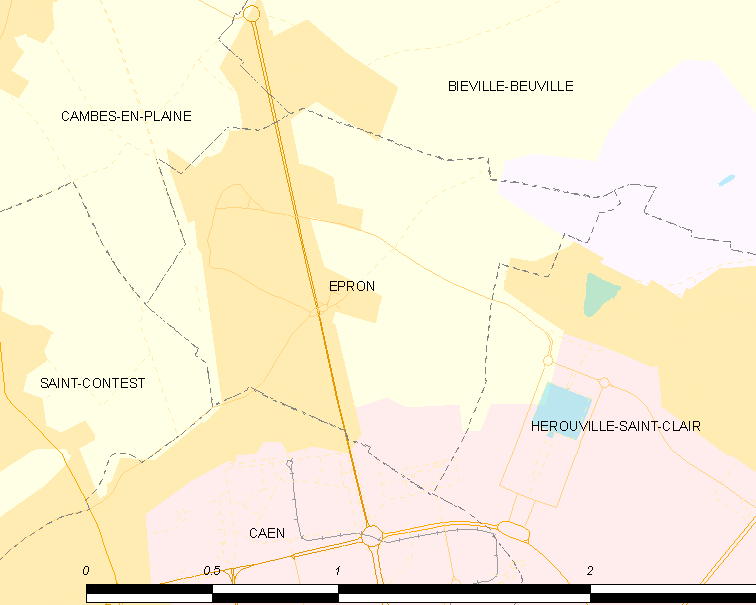
埃普龙的OSM定位图

埃普龙的时区为UTC+01:00、UTC+02:00（夏令时）。

## 行政
埃普龙的邮政编码为14610，INSEE市镇编码为14242。

## 政治
埃普龙所属的省级选区为卡昂第三县。

## 人口

1962-2008年间埃普龙人口变化图示

埃普龙于2022年1月1日时的人口数量为1883人。